# L'Indomptable Diavolo

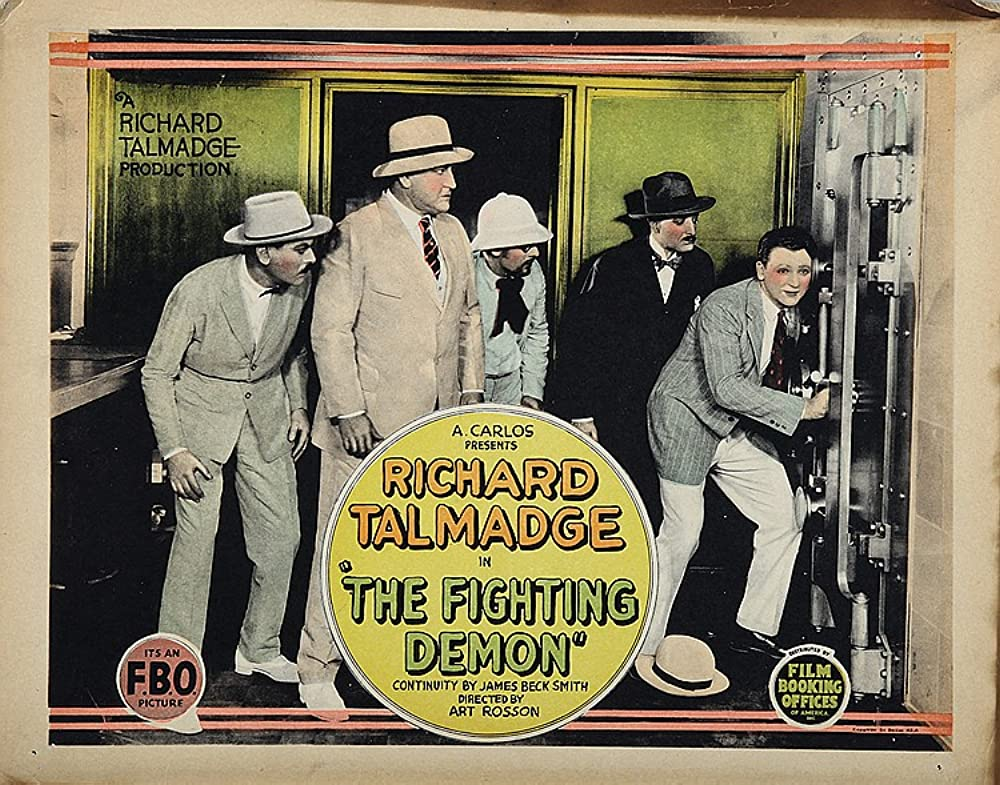
Carte promotionnelle du film

L'Indomptable Diavolo (The Fighting Demon) est un film américain réalisé par Arthur Rosson et sorti en 1925.

## Fiche technique
- Titre original : The Fighting Demon
- Réalisation : Arthur Rosson

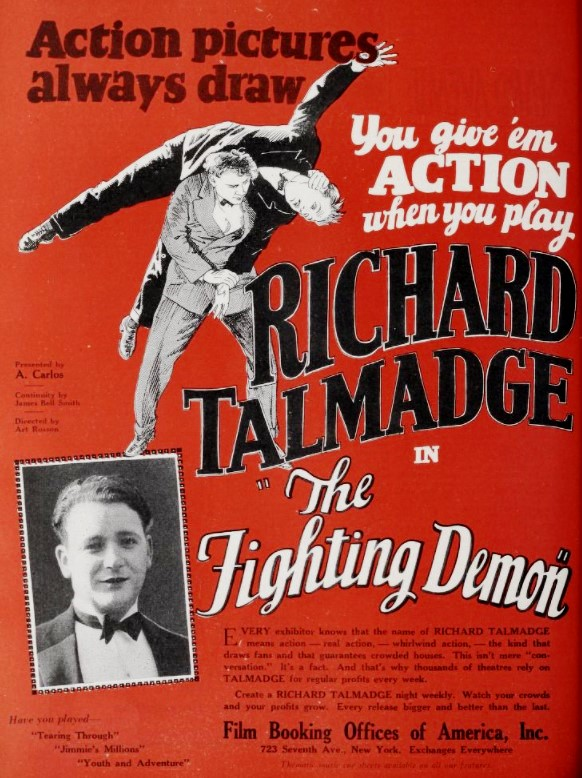
Publicité pour le film dans le magazine Exhibitors Herald.

- Scénario : James Bell Smith, d'après une histoire de Charles Metz
- Producteur : 	A. Carlos
- Photographie : William Marshall, Jack Stevens
- Montage : Doane Harrison
- Genre : Mélodrame[1]
- Production : Richard Talmadge Productions
- Distributeur : Film Booking Offices of America
- Durée : 6 bobines[2]
- Date de sortie : 24 mai 1925

## Distribution

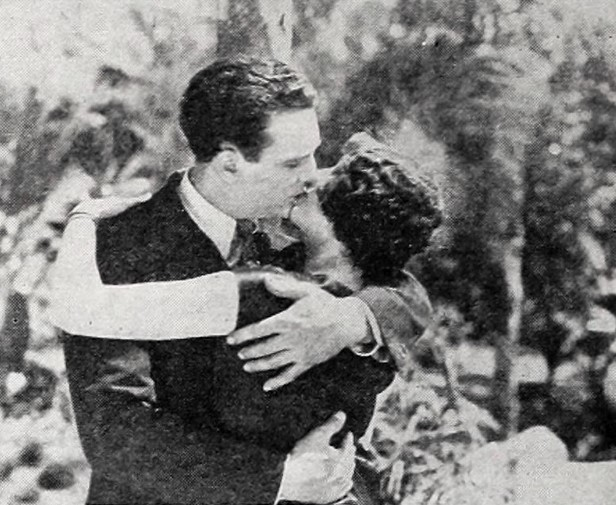
Richard Talmadge et Lorraine Eason dans une scène du film, photo parue dans le magazine Exhibitors Herald.

- Richard Talmadge : John Drake
- Lorraine Eason : Dolores Darcy
- Dick Sutherland : Dynamite Díaz
- Peggy Shaw : Mrs. Dynamite Díaz
- Herbert Prior : Jackson Pierce
- Charles Hill Mailes : Señor Darcy
- Stanton Heck : Isaac Belding
- Jack Hill : Professeur
- Dave Morris : Kid Price
- André Cheron : Slippery Logan